# Jolxic
Jolxic är en ort i Mexiko.   Den ligger i kommunen Chenalhó och delstaten Chiapas, i den sydöstra delen av landet, 700 km öster om huvudstaden Mexico City. Jolxic ligger 1 802 meter över havet och antalet invånare är 319.
Terrängen runt Jolxic är kuperad åt sydost, men åt nordväst är den bergig. Runt Jolxic är det ganska tätbefolkat, med 166 invånare per kvadratkilometer. Närmaste större samhälle är Cancuc, 18,2 km öster om Jolxic. Omgivningarna runt Jolxic är en mosaik av jordbruksmark och naturlig växtlighet.